# Alfred Robaut

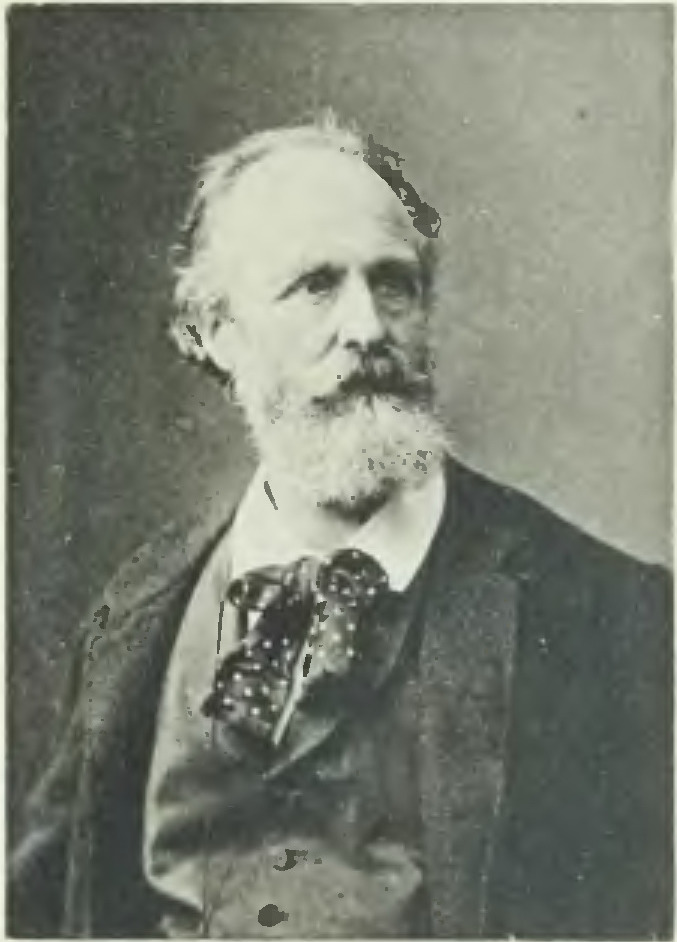
Alfred Robaut (um 1890)

Alfred Ernest Robaut (geboren am 20. Mai 1830 in Douai, Département Nord; gestorben am 8. April 1909 in Fontenay-sous-Bois) war ein französischer Fotograf, Graveur, Kunstschriftsteller, Lithograf und Zeichner. Bekannt wurde er durch die Werkverzeichnisse der Maler Jean-Baptiste Camille Corot und Eugène Delacroix.

## Leben
Robaut war ein Sohn des Malers und Lithografen Félix Robaut (3. August 1799–10. Januar 1880) und dessen Frau dessen Cousine Cécile Dutilleux (* 26. Juni 1797). Er hatte sechs Geschwister. Er war ein Schüler seines Vaters und seines Onkels Constant Dutilleux und arbeitete selbst überwiegend nach Delacroix und Corot. Er trat 1846 in die väterliche Druckerei ein, die er bald darauf übernahm, wo er sich auf die Herstellung von Karten und Regionalansichten spezialisierte. Er veröffentlichte zahlreiche Lithografien, unter anderem nach Werken seines Onkels und Schwiegervaters Constant Dutilleux und Eugène Delacroix. Er erlernte die Technik Herstellung von der Faksimile-Editionen und veröffentlichte in mehreren Folgen mit Zeichnungen von Delacroix und aus der Korrespondenz zwischen Delacroix und Dutilleux. Im Jahr 1852 begegnete er im Haus seines Schwiegervaters erstmals Camille Corot, dessen Werke er bewundert und von dem er im Lauf der nächsten 40 Jahre zahlreiche Dokumente, Grafiken und Zeichnungen sammelte. Die Gemälde Corots ließ er von dessen Schwager, dem Fotografen Charles Paul Etienne Desavary ablichten.
Am 1. Januar 1871 übergab Robaut die Leitung der Druckerei an seinen Schwager Paul Dutilleux. Am Ende des Jahres 1871 weilte er in Paris und widmete sich fortan der Erstellung des ersten Werkverzeichnisses zu Delacroix, das im Jahr 1885 veröffentlicht wurde. In Paris wohnte er in der Rue de Lafayette Nr. 113. Robaut war zudem einer der Initiatoren der großen retrospektiven Ausstellung der Werke von Delacroix, die 1885 an der École des Beaux-Arts stattfand. Mit dem Erlös aus dem Verkauf sollte ein Denkmal zu Ehren von Delacroix finanziert werden.
1890 beendete Robaut seine Studien über Delacroix und begann mit der Erstellung der Biografie und des Werkverzeichnisses von Corot, das 1905 in vier Bänden erschien. Seine Sammlung wurde nach seinem Tod aufgelöst.

## Werke (Auswahl)

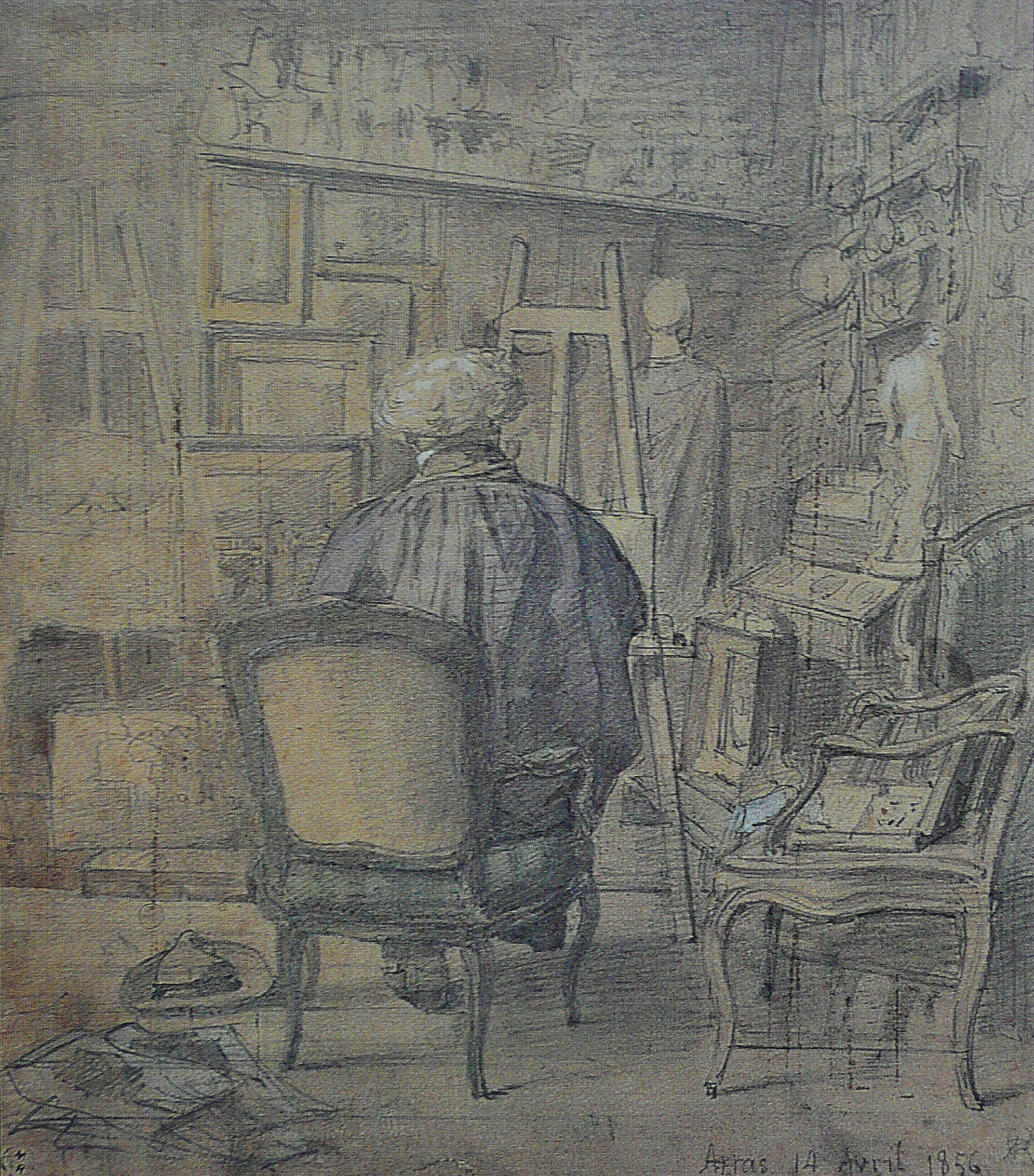
Corot im Atelier von Dutilleux

- Erziehung des Achilles 1879 (nach Eugene Delacroix)[5]
- Zwei Personen im Stehen plaudernd (nach Ernest Meissonier)[5]
- Zeichnungen auf collodioniertem Glas (nach Corot)[5]
- Peintures murales du Palais Bourbon (nach Eugene Delacroix, fünf Lithografien, Auszeichnung 1879 mit einer Medaille 3. Klasse)[6]
- Une Procession, à Eu. (Buntstiftzeichnung 1886)

Schriften
- L’oeuvre complet de Eugène Delacroix: peintures, dessins, gravures, lithographies 1813–1863. Charavay, Paris 1885 (archive.org).
- Peintures décoratives par Eugène Delacroix : le Salon du Roi au Palais Législatif. Selbstverlag, Paris 1880 (archive.org).
- L’oeuvre de Corot. 4 Bände. H. Floury, Paris 1905 (archive.org, archive.org, archive.org, archive.org).